# Steve Sutton
Stephen „Steve“ Sutton (* 16. April 1961 in Hartington, Derbyshire, England) ist ein ehemaliger englischer Fußballspieler.

## Spielerkarriere

### Nottingham Forest
Steve Sutton debütierte am 25. Oktober 1980 für den englischen Erstligisten Nottingham Forest, für den er zuvor bereits in der Jugendakademie aktiv gewesen war. Forest gewann in den beiden vorherigen Jahren den Europapokal der Landesmeister 1978/79 und 1979/80 und hatte auf der Torhüterposition den englischen Nationaltorhüter Peter Shilton unter Vertrag. Sutton musste sich in der Folge mit der Rolle als Ersatztorhüter begnügen. Auch nach Shiltons Wechsel 1982 zum FC Southampton änderte sich diese Situation nur unwesentlich, da Forest als Ersatz den niederländischen Nationaltorhüter Hans van Breukelen verpflichtete. Erst nach dessen Wechsel zur PSV Eindhoven 1984 konnte Sutton während der Saison 1984/85 den Zweikampf gegen den neu verpflichteten Hans Segers für sich entscheiden und die Position des Stammtorwarts erobern. Die Mannschaft von Trainer Brian Clough konnte sich gegen Ende der 1980er Jahre wieder in der Spitze der Football League First Division etablieren und erreichte in den Spielzeiten 1987/88 und 1988/89 jeweils den dritten Tabellenplatz. Da alle englischen Vereine infolge der Heysel-Katastrophe international gesperrt waren, konnte der Verein jedoch nicht am UEFA-Pokal teilnehmen. Gemeinsam mit seinen Mitspielern Stuart Pearce, Des Walker, Steve Hodge und Nigel Clough gewann Sutton dafür 1989 durch ein 3:1 über Luton Town und 1990 durch ein 1:0 gegen Oldham Athletic den englischen Ligapokal. Am 15. April 1989 erlebte er mit seinen Mitspielern im Halbfinale des FA Cup 1988/89 gegen den FC Liverpool die Hillsborough-Katastrophe, bei der 96 Liverpool-Fans ihr Leben verloren. In der Saison 1990/91 verlor er seinen Stammplatz an Mark Crossley und verpasste so die Teilnahme am Finale des FA Cup 1990/91, dass Forest mit 1:2 nach Verlängerung gegen die Tottenham Hotspur um Gary Lineker und Paul Gascoigne verlor.

### Derby County
Nach seiner Degradierung zur Nummer zwei wechselte er 1992 für £300,000 zu Forests Rivalen Derby County. Derby spielte zu diesem Zeitpunkt lediglich in der nun zweitklassigen First Division. Bis 1996 bestritt Steve Sutton 61 Ligaspiele für County, ehe er zu Birmingham City wechselte. Es folgten weitere Wechsel zu Notts County und Grantham Town, ehe er 1998 seine Karriere beendete.

## Titel
- Englischer Ligapokal: 1989 und 1990 (mit Nottingham Forest)